# Международный аэропорт имени Хуана Сантамарии
Международный аэропорт имени Хуана Сантамарии (исп. Aeropuerto Internacional Juan Santamaría) (ИАТА: SJO, ИКАО: MROC) — международный аэропорт, обслуживающий Сан-Хосе, столицу Коста-Рики. Аэропорт расположен в городе Алахуэла, в 20 км к западу от центра Сан-Хосе. Он назван в честь национального героя Коста-Рики Хуана Сантамарии, барабанщика, погибшего в 1856 году, защищая свою страну от войск, американского флибустьера Уильяма Уокера.
Аэропорт является хабом для авиакомпаний Avianca Costa Rica, Costa Rica Green Airways, Sansa Airlines и Volaris Costa Rica, а также одним из основных пунктов назначения для Copa Airlines. В течение многих лет он являлся единственным международным аэропортом страны, пока в Либерии не был открыт международный аэропорт Гуанакасте. Оба аэропорта выполняют прямые рейсы в Северную и Центральную Америку и Европу, но аэропорт Сан-Хосе также обслуживает города Южной Америки и Карибского бассейна.
Международный аэропорт Хуан Сантамария когда-то был самым загруженным аэропортом в Центральной Америке, но в настоящее время уступает международному аэропорту Токумен в Панаме. В 2016 году международный аэропорт Хуан Сантамария обслужил 4,6 миллиона пассажиров. В 2011 году аэропорт занял 3-м место среди аэропортов стран Латинской Америки и Карибского бассейна по версии Международного совета аэропортов за качество обслуживания пассажиров.

## История
Аэропорт был построен, чтобы заменить старый аэропорт, расположенный в центре Сан-Хосе, на месте сегодняшнего парка Ла-Сабана. Проект был утверждён правительством в 1951 году, однако строительство велось медленно, и аэропорт был официально открыт только 2 мая 1958 года. Первоначально он назывался «Международный аэропорт Эль-Коко» по своему месту расположения в провинции Алахуэла. Позднее ему было присвоено имя Хуана Сантамарии. В 1961 году было начато строительство шоссе, соединяющего аэропорт с центром Сан-Хосе.

## Характеристики

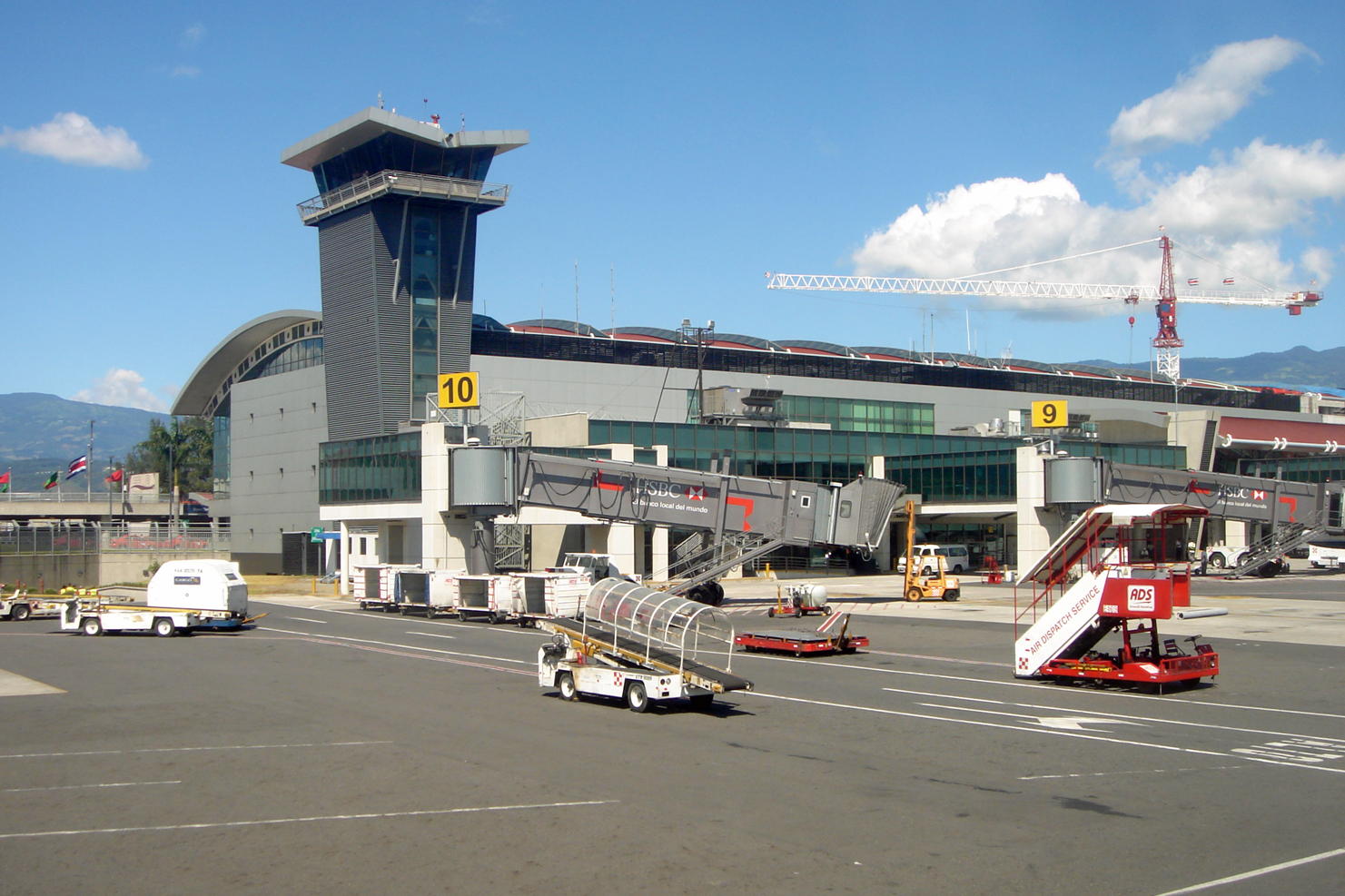
Здание терминала и диспетчерская вышка.

Единственная взлетно-посадочная полоса аэропорта позволяет принимать большие широкофюзеляжные самолеты. В настоящее время некоторые регулярные рейсы выполняются на самолетах Airbus A330, A340 и A350, а также Boeing 747, 767, 777 и 787 как для пассажирских, так и для грузовых перевозок. В 1999 году во время авиашоу в аэропорту впервые приземлился Concorde. Ранее в аэропорту был небольшой ангар, называемый ангаром «НАСА», использовавшийся для размещения исследовательских самолетов, таких как Martin B-57 Canberra, которые эксплуатировались в Коста-Рике. После того, как эта миссия была завершена, ангар был снесён.

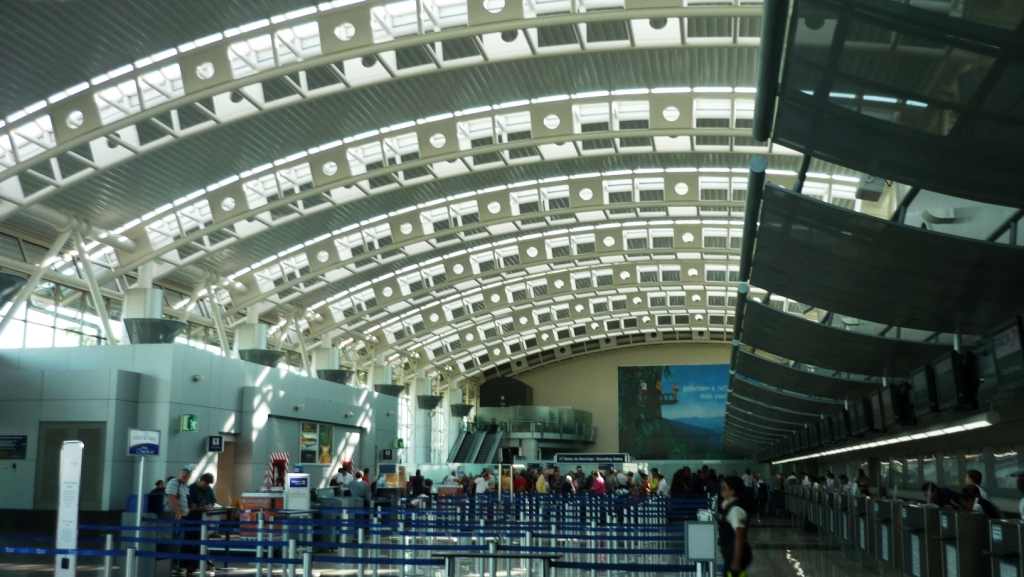
Интерьер зала регистрации.

Крупнейшим международным оператором в аэропорту является Avianca и все их филиалы, за ними следует Copa Airlines, которая использует главный терминал (M), а на внутренних рейсах крупнейшей авиакомпанией является Sansa Airlines, и их рейсы отправляются из внутреннего терминала (D). Крупнейшими авиакомпаниями США в аэропорту по количеству направлений, обслуживаемых в течение всего года, являются American Airlines и jetBlue, а крупнейшей европейской авиакомпанией в аэропорту является Iberia, которая  ежедневно выполняет рейсы из аэропорта Мадрида в Сан-Хосе, используя Airbus A330-200 и Airbus A350-900XWB.
Никаких серьезных изменений в терминал не вносилось до ноября 1997 года, когда правительство издало указ, требующий участия частных компаний в управлении аэропортом. После нескольких лет юридических споров и переговоров по контракту Alterra Partners получила 20-летнюю концессию и начала управлять объектами в мае 2001 года. Также ожидалось, что компания завершит необходимое расширение и строительство новых объектов, однако в марте 2002 года Alterra объявила о прекращении дальнейшего строительства из-за разногласий с правительством по поводу финансирования и выставления счетов за использование аэропорта. Спор затянулся на несколько лет и начались проблемы на терминале; в 2005 году Международная организация гражданской авиации указала на то что аэропорт не соблюдал правила безопасности. В июле 2009 года Alterra уступила контракт консорциуму, состоящему из канадско-американской компании ADC & HAS и бразильской компании Andrade Gutierrez Concessoes (AGC) — дочерней компании конгломерата Andrade Gutierrez. В декабре 2009 года Alterra Partners сменила название на AERIS Holdings, S.A. В ноябре 2010 года Aeris объявила о завершении расширения и строительства новых объектов с установкой 9-го телескопического трапа.
В аэропорту есть три бизнес-зала как для держателей специальных карт, так и для путешественников бизнес-класса; Avianca Club, Copa Club и VIP Lounge (для клиентов BAC Credomatic).

## Авиакомпании и направления
Следующие авиакомпании выполняют регулярные и чартерные рейсы в аэропорт Сан-Хосе:

#### Примечания

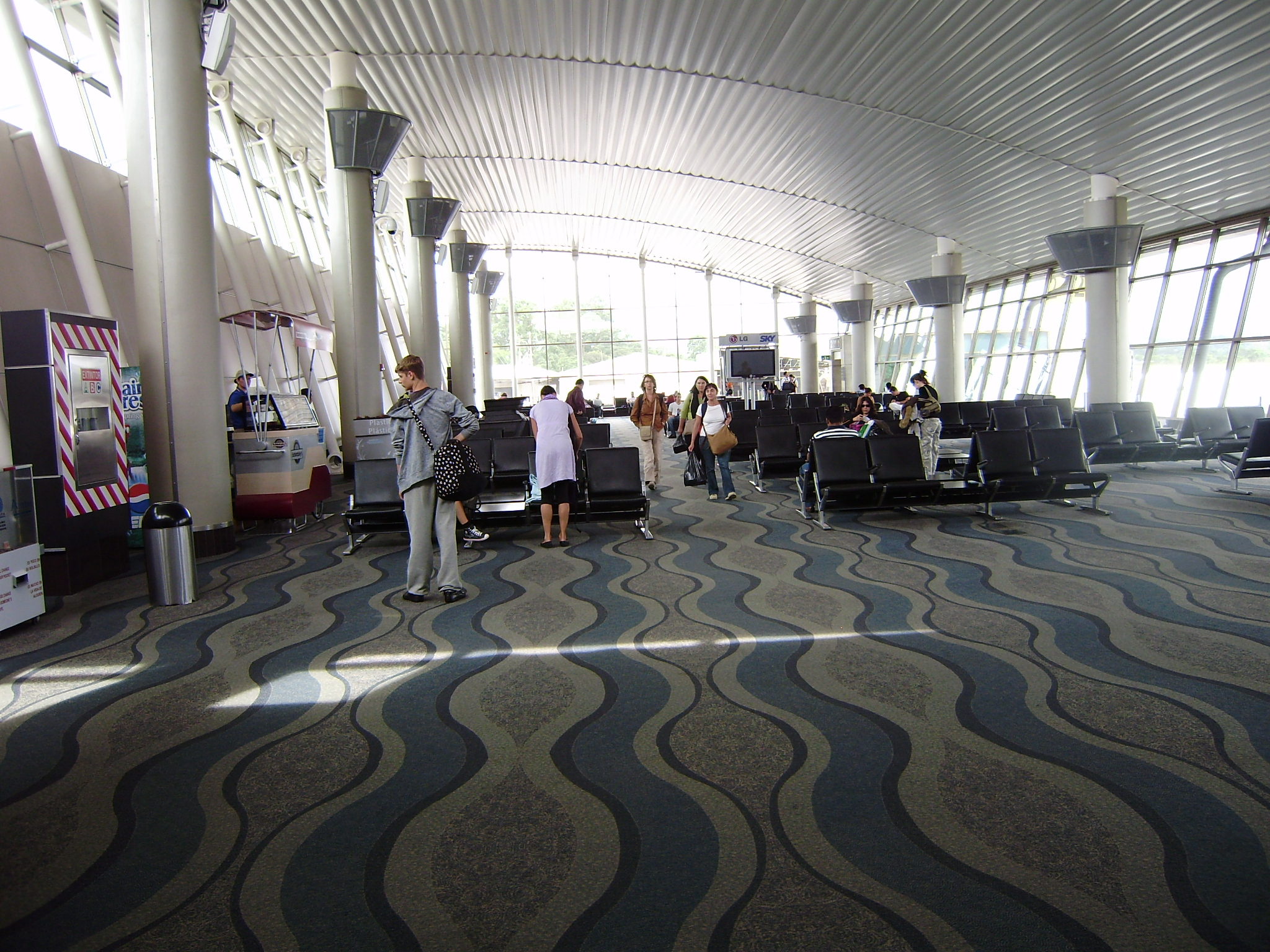
Зал отправления

### Пассажирские

## Статистика
Международный аэропорт Хуан Сантамария является крупнейшим и самым загруженным аэропортом в Коста-Рике, в котором с момента его открытия в 1958 году наблюдается постоянный рост трафика, чему способствует растущий поток туристов в страну. В 1991 году аэропорт впервые обслужил более одного миллиона пассажиров в год, а в 2019 году было зафиксировано рекордное количество пассажиров. Максимальное количество перевозок достигло в 2017 году, а грузовые перевозки (в метрических тоннах) достигли пика в 2011 году - 98 609 человек. тонн.
Данные из запроса в Викиданные.
|                                                                 | Пассажиропоток | Изменения (%) | Воздушное движение | Грузопоток (тонн) |
| --------------------------------------------------------------- | -------------- | ------------- | ------------------ | ----------------- |
| 1960                                                            | 209,624        | –             | –                  | –                 |
| 1965                                                            | 216,162        | ▲09.6%        | 14,827             | 9,839             |
| 1970                                                            | 381,278        | ▲016.3%       | 28,673             | 19,808            |
| 1975                                                            | 759,098        | ▲018.1%       | 33,417             | 21,727            |
| 1980                                                            | 658,154        | ▼02.5%        | 33,013             | 21,712            |
| 1985                                                            | 617,474        | ▲00.3%        | 24,990             | 27,282            |
| 1990                                                            | 987,870        | ▲010.8%       | 35,569             | 72,419            |
| 1995                                                            | 1,839,175      | ▲03.8%        | 52,402             | 88,249            |
| 2000                                                            | 2,160,869      | ▼04.3%        | 72,428             | 77,137            |
| 2005                                                            | 3,243,440      | ▲012.2%       | 72,131             | 64,338            |
| 2010                                                            | 4,257,606      | ▲05.0%        | 87,384             | 85,164            |
| 2011                                                            | 3,857,588      | ▼09.4%        | 72,674             | 98,609            |
| 2012                                                            | 3,872,467      | ▲00.4%        | 67,002             | 94,775            |
| 2013                                                            | 3,797,616      | ▼01.9%        | 62,598             | 85,022            |
| 2014                                                            | 3,917,573      | ▲03.2%        | 73,307             | 86,741            |
| 2015                                                            | 4,494,875      | ▲014.7%       | 82,835             | 75,329            |
| 2016                                                            | 4,595,355      | ▲02.2%        | 85,731             | 73,633            |
| 2017                                                            | 5,092,060      | ▲010.8%       | 90,044             | 82,712            |
| 2018                                                            | 5,230,382      | ▲02.7%        | 78,897             | 91,152            |
| 2019                                                            | 5,541,577      | ▲05.9%        | 84,790             | 92,072            |
| 2020                                                            | 1,648,408      | ▼070.3%       | 37,262             | 75,611            |
| 2021                                                            | 3,063,086      | ▲085.8%       | 65,162             | 94,376            |
| Источник: Генеральное управление гражданской авиации Коста-Рики |                |               |                    |                   |

### Крупнейшие международные направления
| | Аэропорт                        | Прибытия | Вылеты  | Всего   | 2018-2019 | Авиакомпании                     |
| --- | ------------------------------- | -------- | ------- | ------- | --------- | -------------------------------- |
| 1 | Панама1                         | 405,608  | 415,602 | 821,210 | ▼00.62%   | Air Panama, Avianca, Copa        |
| 2 | Хьюстон, США2                   | 211,017  | 204,318 | 415,335 | ▲08.89%   | Southwest, United                |
| 3 | Мехико, Мексика                 | 189,358  | 191,635 | 380,993 | ▲016.67%  | Aeroméxico, Interjet, Volaris    |
| 4 | Форт-Лодердейл                  | 188,381  | 188,457 | 376,838 | ▲017.51%  | Jetblue, Southwest, Spirit       |
| 5 | Сан-Сальвадор, Сальвадор        | 182,658  | 185,483 | 368,141 | ▼01.68%   | Avianca, Volaris                 |
| 6 | Майами, США                     | 146,658  | 149,607 | 296,265 | ▼01.00%   | American, Avianca, Frontier      |
| 7 | Атланта, США                    | 127,362  | 128,674 | 256,036 | ▲07.45%   | Delta                            |
| 8 | Гватемала                       | 126,354  | 123,937 | 250,291 | ▼017.06%  | Avianca, Copa, Volaris           |
| 9 | Богота, Колумюбия               | 109,184  | 108,389 | 217,573 | ▲06.48%   | Avianca, Wingo                   |
| 10 | Мадрид, Испания                 | 96,489   | 101,827 | 198,316 | ▲02.03%   | Iberia                           |
| 11 | Лос-Анджелес, США               | 90,317   | 86,237  | 176,554 | ▲035.57%  | Alaska, Delta                    |
| 12 | Ньюарк, США                     | 91,460   | 83,374  | 174,834 | ▲02.16%   | United                           |
| 13 | Лима, Перу                      | 68,203   | 72,427  | 140,630 | ▲076.71%  | LATAM, Avianca                   |
| 14 | Орландо, США                    | 53,046   | 54,702  | 107,748 | ▲05.96%   | Jetblue, Spirit, Frontier        |
| 15 | Даллас/Форт-Уэрт, США           | 51,585   | 53,735  | 105,320 | ▼02.90%   | American                         |
| 16 | Торонто–Пирсон, Канада          | 51,136   | 46,897  | 98,033  | ▲08.79%   | Air Canada, Air Transat, WestJet |
| 17 | Париж — Шарль де Голль, Франция | 47,348   | 46,619  | 93,967  | ▲0290.75% | Air France                       |
| 18 | Манагуа, Никарагуа              | 44,560   | 46,125  | 90,685  | ▼041.84%  | Copa                             |
| 19 | Франкфурт-на-Майне, Германия    | 40,980   | 42,908  | 83,8883 | ▲0103.89% | Lufthansa, Condor                |
| 20 | Канкун, Мексика                 | 32,461   | 33,403  | 65,864  | ▲035.78%  | Viva Aerobus, Volaris,           |
| 21 | Цюрих, Швейцария                | 31,959   | 32,244  | 64,203  | ▲075.42%  | Edelweiss                        |
| 22 | Лондон–Гатвик, Великобритания   | 26,996   | 27,620  | 54,616  | ▼00.76%   | British Airways                  |
| 23 | Шарлотт, США                    | 27,183   | 24,233  | 51,416  | ▼02.00%   | American                         |
| 24 | Тегусигальпа, Гондурас          | 26,578   | 19,771  | 46,349  | ▲00.09%   | Avianca, Copa                    |
| 25 | Амстердам, Нидерланды           | 16,756   | 15,166  | 31,922  | ▲0554.01% | KLM                              |
| Источник: Генеральное управление гражданской авиации. Air Transportation Statistical Yearbook (2017, and 2018). Notes: ↑ Avianca и Copa fly выполняют рейсы в аэропорт Панама-Токумен, а Air Panama в аэропорт Панама-Альбрук. ↑ United and Spirit fly to Хьюстон-Интерконтинентал, а Southwest выполняет рейсы в аэропорт Хьюстон-Хобби. |                                 |          |         |         |           |                                  |

## Наземный транспорт
Подъезд к аэропорту находится на съезде с трассы 1 и рядом с выездом на Алахуэлу. Есть парковка за дополнительную плату, а также автобусная остановка с множеством рейсов до центра Сан-Хосе (без точного расписания, но с круглосуточным автобусным сообщением и примерно одним рейсом каждые 10 минут в рабочее время). Лицензированные такси доступны в аэропорту и обычно принимают как колоны, так и доллары США. Коста-риканские такси красного цвета с желтыми треугольниками на дверях, распространены по всей стране, также функционирует специальная служба такси в аэропорту, которая имеет лицензию и использует оранжевые такси. В то время как железнодорожная линия, соединяющая центр города Алахуэла с вокзалом Сан-Хосе, проходит в непосредственной близости от аэропорта, нет ни станции, обслуживающей аэропорт, ни железнодорожного сообщения с аэропортом.

## Авиакатастрофы и происшествия
- 23 мая 1988 года арендованный Boeing 727-100, выполнявший рейс Сан-Хосе-Манагуа-Майами, столкнулся с ограждением в конце взлетно-посадочной полосы в аэропорту, вылетел за пределы полосы и загорелся. Причиной катастрофы стала перегруженная передняя часть самолета. Погибших из 23 пассажиров не было.
- 16 января 1990 года CASA C-212 Aviocar авиакомпании SANSA врезался в гору Серро Седраль вскоре после взлета из международного аэропорта Хуан Сантамария. Все находившиеся на борту 20 пассажиров и 3 члена экипажа погибли.
- 3 сентября 2007 г. самолет Rockwell Sabreliner 70 прервал взлет с взлетно-посадочной полосы 07. Самолет съехал с правой стороны взлетно-посадочной полосы в траву. Самолет занесло и развернуло на 180 градусов, в результате чего разрушилось шасси. Самолет был списан.
- 7 апреля 2022 г. Boeing 757-27A DHL Aero Expreso, эксплуатируемый DHL Aviation, следовавший из Сан-Хосе в Гватемалу, вылетел за пределы взлетно-посадочной полосы при аварийной посадке из-за проблемы с гидравликой. Самолет был списан из-за отлома хвостовой части, однако сообщений о погибших и пострадавших не поступало[28].